# Јармукин култура
Јармукин култура је била неолитска култура са подручја древног Леванта. Била је прва култура праисторијског Израела и један од најстаријих у Леванту која је користила керамику. Име је добила по реци Јармук која протиче недалеко од локалитета у Шар Ха-Голану, кибци у подножју Голанске висоравни.

## Шар Ха-Голан
Прво насеље јармукин културе је пронађено у Мегиду 1930—их година, али није било идентификовано као самостална неолитска култура. У Шар Ха-Голану 1949. године, професор Моше Стекелис је по први пут издвојио јармукин културу, керамичку неолитску културу, чији припадници су насељавали делове Израела и Јордана. Локалитет, који датира из око 6400—6000. пре нове ере, се налази у Јорданској долини, на северној обали реке Јармук. Његова површина износи око 20 хектара, што га чини једним од највећих насеља у свету у том периоду. Иако су пронађени  и други јармукин локалитети Шар Ха-Голан је највећи, што вероватно указује на његову улогу као центар јармукин културе.
Локалитет су ископавала два тима са Хебрејског универзитета у Јерусалиму: један на челу са Стеклисом (1949—1952), а други - Јоссифом Гарфинкелом (1989- 1990, 1996—2004). Током првог ископавања није пронађен ниједан архитектонски елемент, али су током другог ископавања откривене куће од 250 до 700 квадратних метара. Монументалне грађевине ових величина из овог периода нису пронађене нигде другде. Куће се састоје од централног дворишта окруженог са више мањих соба. Ово је први пут да се такав стил грађења јавља.
Куће су биле одвајане улицама, што је доказ планирања насеља. Ископавања су открила централну улицу од око 3 метра ширине, поплочану шљунком умоченим у блато. Ово је најстарија улица у Изреалу и једна од првих улица које је човек направио. Бунар од 4,15 метара пронађен на локалитету указује на то да су становници насеља разумевали хидраулику. Неки од егзотични предмета пронађених приликом ископавања су морске шкољке са Средоземног мора, глачане камене посуде од алабастера (или мермера) и оштрице од опсидијана из Турске. Присуство опсидијана указује на трговачке везе које прекривају више од 700 километара.

### Керамика
Највеће технолошка иновације у Шар Ха-Голану је израда керамике. Ова индустрија која се појављује овде по први пут у Израелу означава почетак керамиког неолита. Керамички судови су били различитих облика и димензија и имали су различите функције.

### Уметност
Око 300 уметничких предмета је пронађено у Шар Ха-Голану, што га чини центром праисторијске уметности у Изреалу и једном од најважнијих у свету. Једна од кућа је имала 70 фигура направљених од камена и печене глине. Ни једана друга кућа неолитаског периода није имала оволико уметничких предмета. Међу изузетним предмете са Шар Ха-Голана су фигуре у облику човека направљене од печене глине или уклесане у камен. Већина дела су женске слике, што се тумачи као приказ богиње. Глинене фигуре су врло богате детаљима, док су камене минималистичке и недостаје им форма. Направљен је и цео музеј који излаже налазе са овог локалитета. Због јединственог уметничког квалитета фигуре из Шар Ха-Голана, Музеј Метрополитен у Њујорку и Лувр у Паризу су направили изложбе од по 10 година са предметима са овог локалитета. У Израелу, фигуре су изложене у Музеју Израела у Јерусалиму.

## Остали локалитети
Осим Шар Ха-Голана, пронађено је још 20 локалитета Јармукин културе у Изреалу, Јордану и Либану. Иако је јармукин култура заузимала мањи део северног Изреала и Јордана, јармукин керамика је пронађена и на другим местима у региону, укључујући и Тел Авив и Библос у Либану.

## Галерија
- Шар Ха-Голан, ископавања 1998
- Шар Ха-Голан, кремени врх стреле
- Шар Ха-Голан, Кремена секира
- Шар Ха-Голан, керамика
- Шар Ха-Голан, бунар
- Шар Ха-Голан, зооморфна фигура
- Шар Ха-Голан, глинена фигура жене
- Шар Ха-Голан, план кућа